# Clemilda Fernandes
Clemilda Fernandes Silva, née le 25 juin 1979 à São Félix do Araguaia, est une coureuse cycliste brésilienne. Elle a représenté le Brésil aux Jeux olympiques de 2008, de 2012 et de 2016. Sa sœur Janildes est, aussi, une cycliste sélectionnée en équipe nationale.

## Biographie
En août 2009, elle est contrôlée positive à l'EPO lors du Giro Rosa (la version féminine du Tour d'Italie). L'affaire n'est rendue publique qu'après une plainte d'Estadão, révélant que la Confédération brésilienne du cyclisme (CBC) avait caché des cas pour ne pas perdre ses sponsors. Elle avait continué à recevoir normalement les subventions du Ministère des sports, destinées aux athlètes. La fraude, cependant, a été découverte le mois suivant et l'athlète a dû restituer 68 400 $ aux fonds publics.
En septembre 2019, elle est provisoirement suspendu pour avoir falsifié un contrôle antidopage.

## Palmarès

### Par année
- 2004
  - 3e étape du Trophée d'Or féminin
- 2005
  -  Championne du Brésil sur route
  - Copa América de Ciclismo
  - 3e étape secteur b du Tour de Toscane féminin-Mémorial Michela Fanini
  - 3e du GP Città di Castenaso
  -  Médaillée de bronze du championnat panaméricain sur route
- 2007
  - Copa América de Ciclismo
  - Giro del Valdarno
  -  Médaillée de bronze du contre-la-montre des Jeux panaméricains
- 2008
  -  Championne du Brésil sur route
- 2012
  - Tour du Salvador :
    - Classement général
    - 3e étape secteur a

  - 2e du Clasicó Fundadeporte
  -  Médaillée de bronze du championnat panaméricain du contre-la-montre
  - 6e du championnat panaméricain sur route
- 2013
  - 3e et 7e étapes du Tour du Salvador
  - Grand Prix GSB
  - 3e du Grand Prix de Oriente
- 2014
  - 2e étape du Tour féminin de San Luis
  - 2e du Tour féminin de San Luis
  -  Médaillée de bronze du contre-la-montre des Jeux sud-américains
- 2015
  -  Médaillée de bronze du championnat panaméricain du contre-la-montre
- 2016
  -  Championne du Brésil sur route
- 2019
  - 2e du Tour Femenino de Venezuela 1
  - 2e du Tour Femenino de Venezuela 2

### Classements mondiaux
| Année                                 | 2009 | 2010 | 2011 | 2012 | 2013 | 2014 | 2015 | 2016 | 2017 | 2018 | 2019 |
| ------------------------------------- | ---- | ---- | ---- | ---- | ---- | ---- | ---- | ---- | ---- | ---- | ---- |
| Classement UCI                        | 258e | nc   | nc   | 30e  | 30e  | 126e | 140e | 102e | 319e | 611e | 226e |
|                                       |      |      |      |      |      |      |      |      |      |      |      |
| Légende : nc = non classéSource : UCI |      |      |      |      |      |      |      |      |      |      |      |